# Carl Hagenbeck
Carl Hagenbeck (født 10. juni 1844, død 14. april 1913) regnes ofte som "den moderne Zoo's fader", da han introducerede "naturlige" indhegninger der genskabte dyrenes oprindelige habitater, uden tremmer for.
Han stammede fra Tyskland og solgte vilde dyr til mange zoologiske haver i Europa, så vel som til P.T. Barnums cirkus. 
Hagenbeck grundlagde Tierpark Hagenbeck, Tysklands mest succesrige private zoologiske have, der blev flyttet til sin nuværende adresse i Hamburgs Stellingenkvarter i 1907. Han rolle som foregangsmand i forsøgene med at vise dyr sammen med mennesker – i det der er blevet kaldt "menneskelige zoologiske haver" – er mindre kendt.